# Доробратово
Доробратово — село у Мукачівській міській громаді Мукачівського району Закарпатської області України. Розташоване на південно-західних схилах гірського масиву Гат, за 18 км від Іршави та за 20 км від Мукачева. В селі є родовища андезиту, а також радонові джерела, які здавна відомі своїми цілющими властивостями. Територія — 6360 тис. м². Населення — 2038 осіб.

## Назва

#### В різні історичні періоди
Вперше згадується в документах 1378 року, як Dragabratfalva. За часів Австрійської Імперії зустрічаємо одразу три назви: Dragobratdorf, Dragobartfalva і Dorobratova. В Чехословацький період використовуються назви Dorobratovo (1925) і Drahobratovo (1930). Під час угорської окупації Drágabártfalva. З часу української незалежності: Доробратово.

#### Походження
Назва має волоське, або південнослов'янське походження. На думку багатьох дослідників, зокрема Тиводара Легоцького та Карела Кадлеца, село назване ім'ям свого засновника, волоського кнеза — Драгобрата, або ж Драга. Старе закінчення, німецьке слово dorf, чи угорське falva, означає — село.
Стара назва села однойменна горі в рахівському районі, що теж має назву Драгобрат. На думку деяких дослідників з назвою гори пов'язана і назва галицького міста Дрогобич.

## Історія

#### Залізна доба
В західній частині Доробратова в урочищі Могилки знайдена курганна група куштановицької культури, досліджувалася в першій половині 20-го століття директором Мукачівського земського музею, дослідником Йосипом Янковичем.
На південь від села Горбок, біля ферми — поселення раннього заліза. В урочищі Мочар, біля села — поселення перших століть нашої ери, досліджувалося експедицією УжДУ в 1974 році.
В околицях с.Негрово, біля Доробратова, в 1863 році знайдено великий бронзовий скарб епохи пізньої бронзи. В колекцію Тиводара Легоцького потрапило три предмети. В центрі села в 1963 році під час риття канави для фундаменту знайдено скарб бронзових мечів ранньозалізного віку.

#### Заснування села
Село Доробратово (вперше записане, як Dragabrat), одне з десяти сіл Мукачівської домінії, заснованих в XIV столітті слов'яно-волоськими колоністами, яким було надано «Волоське право». Разом з іншими селами Доробратово належало до домінії Мукачівського замку. Перші згадки про село у письмових джерелах датуються 1378 роком у грамоті королеви Угорщини і Польщі Єлизавети Польської про надання податкових привілеїв.

#### Період Угорського королівства
У 1393—1414 рр. володарем Мукачівської домінії і Доробратова в її складі був князь Федір Корятович.
Від 1427 року в складі Мукачівської домінії, котре тоді належало сербському воєводі Стефану Лазаревичу, а після смерті — його синові Григорію Бранковічу, перебували два міста (Мункач і Лампертсаз), два містечка (Вари та Береґ) і 24 села, серед яких згадувалося і Доробратово.
На підставі донаційного декрету угорського короля Ладислава ІІ Яґелона від 16 серпня 1495 року Лелеський конвент (суд у Верхній частині Угорського королівства) 15 грудня 1495 року підтвердив право власності єпископа Жіґмонда із м. Пейч та його брата Ернеста із Чаторни на Мукачівський замок, містечка Мункач і Лампертсаз та 31 село, серед яких було і Драґобратово (Dragabrathfalva).
У 1504 році людина короля на ім'я Гетеї Болдіжар (Hetei Boldizsár) передав «село Драґобарт» («Dragabartfalva») в управління воєводи Георгія Драґфі (Drágfii György).
23 квітня 1562 року Лелеський конвент (суд) завірив копію декрету короля Угорщини та князя Трансільванії Яноша ІІ Заполья, королев Марії, Анни, Єлизавети, короля Матяша Корвіна про надання привілею десяти волоським селам із «землі Крайна». Серед них було й «село Драґут» (Dragutfalva).
6 травня 1643 року розгорнулось протистояння між капітаном Мукачівського замку Яношем Балінґом та мукачівським єпископом Василем Тарасовичем. Князь Трансільванії та володар Мукачівської домінії Георґій І Ракоці з корисних мотивів намагався перешкодити укладенню церкової унії, яка надавала значну фінансово-політичну автономію українському населенню Закарпаття. В своїх інтригах він намагався використати пароха села Доробратово Іоанна Юску, якого нелегітимно призначив єпископом Мукачівської єпархії. Останній погодився, бо перебував під впливом популярного в той час кальвінізму. Функції єпископа без єпископських свячень парох Доробратова Іоанн Юска виконував до 1645 року.
27 липня 1648 року князь Ґеорґій І Ракоці вислав з Мукачева лист по своїй домінії з проханням здійснити опис його маєтку. Згідно з урбаріальними підрахунками в 1649 році в селі Доробратові налічувалися 58 вільних селян, ґаздів (jobbágy), 102 чоловіків, 30 коней, 148 волів, 78 биків, 130 корів, 127 овець, 312 свиней та 17 вуликів. Село належало кенезу Крайни Владиславу (Kenéz László) та його сину.
У зв'язку з переходом вдови князя Ґеорґія ІІ Ракоці княгині Софії Баторі, власниці Мукачівської домінії та замку із кальвінізму в католицизм (1662), вона дозволила у 1664 році повернутися першому мукачівському католицькому єпископові Партенію (Петру Петровічу) з Ужгорода до давнього законного осідку мукачівських єпископів — в резиденцію монастиря на Чернечій горі. Таким чином у 1664 році громада с. Доробратова з'єднались з Апостольським престолом через Ужгородську Унію, відновилось те, що було в Апостольські часи і в часи хрещення Святими Кирилом і Мефодієм цього краю, коли всі перебували в єдиній Соборній Апостольській церкві.

У 1703—1711 рр. дев'ять доробратівчан служили у армії трансильванського князя Ференца ІІ Ракоці і брали участь у його повстанні проти Габсбургів. Поіменний список цих військових приводить Тиводар Легоцький у своїй праці «Bereg vármegye monographiája»:
Gerevics Hritz, Kiss András hajdúk, Dénes Gergely palotás, Szabó Sándor, Mármarosi György, Kiss János, Szües György, Hegeds Lrincz és Dénes Vaszil, hajdúk.
У 1729 році село Доробратово разом з усією Мукачівсько-Чинадіївською домінією перейшло у власність впливової австрійської родини Шенборн (Schönborn).
З 1844 року селище користувалося власною печаткою з гербом — зображенням обрубаного дерева, на гілці якого сидить сокіл; під деревом леміш, устромлений у землю (опис і примірник печатки відомі з матеріалів, зібраних відомим краєзнавцем ХІХ — початку ХХ століття Т.Легоцьким).
У 1891 році енциклопедичний словник «Нодь Паллас» писав про поселення: «Доробратова, невелике село у високогірному районі комітату Берег, нараховує 1236 жителів, та має соляні джерела».

#### Чехословацький період, Карпатська Україна і Друга Світова
Після розпаду Австро-Угорської монархії 10 вересня 1919 Карпатська Русь увійшла до складу Чехословаччини на правах автономії. В селі діяла чеська початкова народна школа. Добували сіль з семи соляних джерел.
12 лютого 1939 р. була проголошена незалежність Карпатської України, до якої входило і Доробратово.
Весною 1939 року село було окуповане гортистською Угорщиною. Невдовзі була оголошена мобілізація в угорську армію і частина доробратівчан намагались втекти через гори в Галичину, яка на той момент була вже окупована СРСР, там їх судили за незаконний перетині кордону і відправляли до виправно-трудових таборів ГУЛАГу. В кінці 1943 року закарпатських в'язнів ГУЛАГу мобілізували в Чехословацький корпус. Корпус брав участь в боях під Києвом та в багатьох інших воєнних операціях на території України. На час переходу радянсько-чехословацького кордону (на Дуклянському перевалі в Карпатах) восени 1944 року в чехословацькому військовому корпусі налічувалося 7100 карпатських українців. Із них до столиці Чехословаччини Праги у травні 1945-го дійшло понад 5300 бійців-закарпатців. Решта загинули в боях, пише чеський історик К. Ріхтер. Окрім того, захід радянських військ в села Закарпаття, зокрема і в Доробратово, супроводжувався мобілізацією чоловічого населення в радянську армію, конфіскацією продуктів, майна, худоби та ін.
28 жовтня 1944 року Червона Армія в ході Карпато-Дуклянської наступальної операції оволоділа всією територією Підкарпатської Русі.
29 червня 1945 у Москві було підписано Договір між СРСР і Чехословацькою Республікою про Закарпатську Україну, згідно з яким остання увійшла до складу УРСР.
Під час Другої Світової Війни мешканцям Доробратова випала трагічна доля бути мобілізованими в армії чужих країн і воювати за протилежні сторони Угорщину, Чехословаччину і СРСР.

#### Радянський період
22 січня 1946 республіку Закарпатська Україна було ліквідовано та перетворено на область Української РСР із центром в Ужгороді.

#### Сучасність
В селі є два діючі джерела мінеральної води.
26 вересня 2010 року, в церкву св. Миколая з італійського міста Барі були офіційно передані нетлінні мощі Миколая-Чудотворця. Від цього часу Село Доробратово вважається офіційним місцем паломництва вірників усіх конфесій.
2019-го року в селі були демонтовані радянські пам'ятні дошки, а на їх місці встановлені 11 мармурових табличок, де викарбувані імена загиблих воїнів-доробратівчан в часи Першої та Другої світової війни, незалежно від сторони, за яку вони воювали.
На окремій меморіальній табличці вигравіювали ім'я уродженки Доробратова Маргарити Бабинець — американського пілота, яка загинула у 1944 році і була першою жінкою, що отримала повітряну медаль за особливі заслуги.
26 листопада 2020 року внаслідок реформи децентралізації, Доробратово увійшло до Мукачівської ОТГ, ставши центром Доробратівського старостинського округу, до складу якого входять території селал Горбок, Доробратово та Негрово.

## Інфраструктура
На території села працює середня школа (41 учитель, 314 учнів), клуб, бібліотека, амбулаторія загальної практики сімейної медицини, аптека, дитячий садок, відділення зв'язку, підприємства роздрібної торгівлі та розважальні заклади.
Також є футбольне поле, на якому тренується футбольний клуб «Доробратово», заснований 2011 року. Місцева футбольна команда, яка протягом своєї історії носила назви «Колгоспник», «Виноградар» та ФК «Доробратово», є однією з найтитулованіших в колишньому Іршавському районі, здобувши 8 перемог в чемпіонаті Іршавського району з футболу.

## Географія

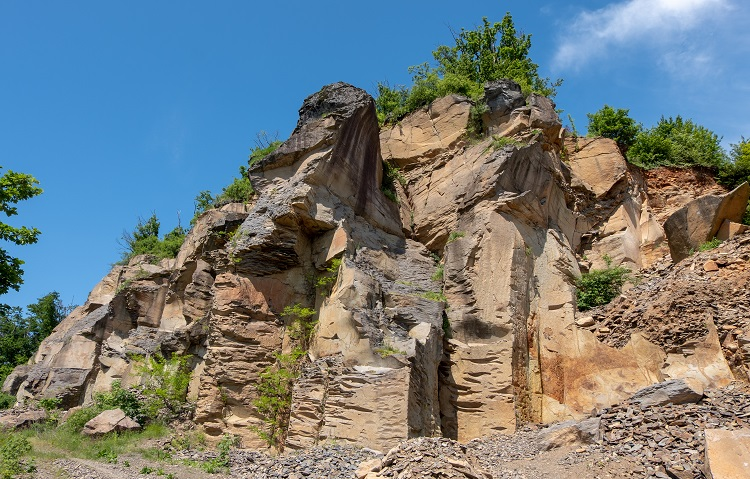
Скеля на горі Велика Горотань

Село розташоване на захід від гірський масиву Гат. Над селом височіє гора Велика Горотань, з мальовничою вершиною-скелею, що приваблює туристів. Гора вулканічного походження заввишки 408 метрів. Андезитова скеля-вершина має висоту біля 30 метрів. З вершини можна побачити красивий пейзаж долини від озера Горбок до Форношського озера, видні околиці міста Мукачево, замок Паланок гора Галіш та гора Ловачка.
У селі бере початок річка Роман, ліва притока Чорної Води.

## Присілки
Чінговий
Чінговий — колишнє село в Україні, в Закарпатській області.
Обєднане з селом Доробратово  рішенням облвиконкому Закарпатської області № 155 від 15.04.1967
Згадка у ХІХ столітті

Мочарка
Мочарка — колишнє село в Україні, в Закарпатській області. Назва означає густо заросле болото. Засноване наприкінці 16 століття, обезлюдніло до кінця 17 століття, земля приєднана до села Доробратово.
Згадки:  1600: Mocsárka, 1610: Machiarka, 1645: Motsarka

## Демографія

### Динаміка населення
| Рік         | 1890 | 1910 | 1921 | 1930 | 1941 | 1989 | 2001 | 2021 |
| ----------- | ---- | ---- | ---- | ---- | ---- | ---- | ---- | ---- |
| Доробратово | 1236 | 1557 | 1584 | 1763 | 2066 | 2122 | 2038 | 1769 |
| Горбок      | 709  | 695  | 722  | 802  | 904  | 818  | 778  | 604  |

### Мова, релігія і національність
Абсолютну більшість корінних жителів становлять українці греко-католицького віросповідання. В різні історичні періоди невелика кількість угорців, німців та чехів були переважно представниками адміністрації, вчителями, лікарями чи юристами держави, до якої входило на той момент Закарпаття. Також в селі раніше проживала невелика єврейська громада. За даними перепису 2001 року мешканці Доробратова зазначили рідною мовою українську — 99,46 %, російську — 0,39 % і угорську 0,10 %.
| Національність | 1890      | 1890    | 1910      | 1910    | 1930      | 1930    | 1941 (мова) | 1941 (мова) | 2001 (мова)   | 2001 (мова)   |
| Національність | Кількість | %       | Кількість | %       | Кількість | %       | Кількість   | %           | Кількість     | %             |
| -------------- | --------- | ------- | --------- | ------- | --------- | ------- | ----------- | ----------- | ------------- | ------------- |
| Українці       | 1153      | 93.28 % | 1454      | 93.38 % | 1609      | 91.26 % | 1924        | 93.13 %     | 2028          | 99.46 %       |
| Німці          | 1         | 0.08 %  | 77        | 4.95 %  | –         | –       | –           | –           | –             | –             |
| Угорці         | 82        | 6.63 %  | 25        | 1.61 %  | 8         | 0.45 %  | 25          | 1.21 %      | 2             | 0,10 %        |
| Чехи/Словаки   | –         | –       | –         | –       | 21        | 1.19 %  | 1           | 0.05 %      | –             | –             |
| Євреї          | –         | –       | –         | –       | 116       | 6.58 %  | 103         | 4.99 %      | –             | –             |
| Інші/Цигани    | –         | –       | 1         | 0.06 %  | 9         | 0.51 %  | 13          | 0.58 %      | 8             | 0,39 %        |
| Всього         | 1236      | 1236    | 1557      | 1557    | 1763      | 1763    | 2066        | 2066        | 2038          | 2038          |
|                |           |         |           |         |           |         |             |             |               |               |
| Релігія        | Кількість | %       | Кількість | %       | Кількість | %       | Кількість   | %           | дані відсутні | дані відсутні |
| Греко-католики | 1166      | 94.34 % | 1463      | 93.96 % | 1554      | 88.15 % | 1895        | 91.72 %     | дані відсутні | дані відсутні |
| Римо-католики  | 15        | 1.21 %  | 8         | 0.51 %  | 22        | 1.25 %  | 9           | 0.44 %      | дані відсутні | дані відсутні |
| Протестанти    | 8         | 0.65 %  | 1         | 0.06 %  | 7         | 0.40 %  | 3           | 0.15 %      | дані відсутні | дані відсутні |
| Юдеї           | 47        | 3.80 %  | 85        | 5.46 %  | 117       | 6.64 %  | 107         | 5.18 %      | дані відсутні | дані відсутні |
| Православні    | –         | –       | –         | –       | 63        | 3.57 %  | 52          | 2.52 %      | дані відсутні | дані відсутні |

## Церква св. Миколая

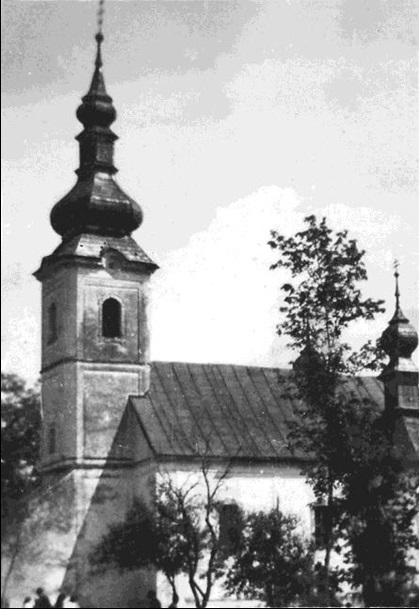
Перший мурований храм села Доробратово, збудований 1790 року.

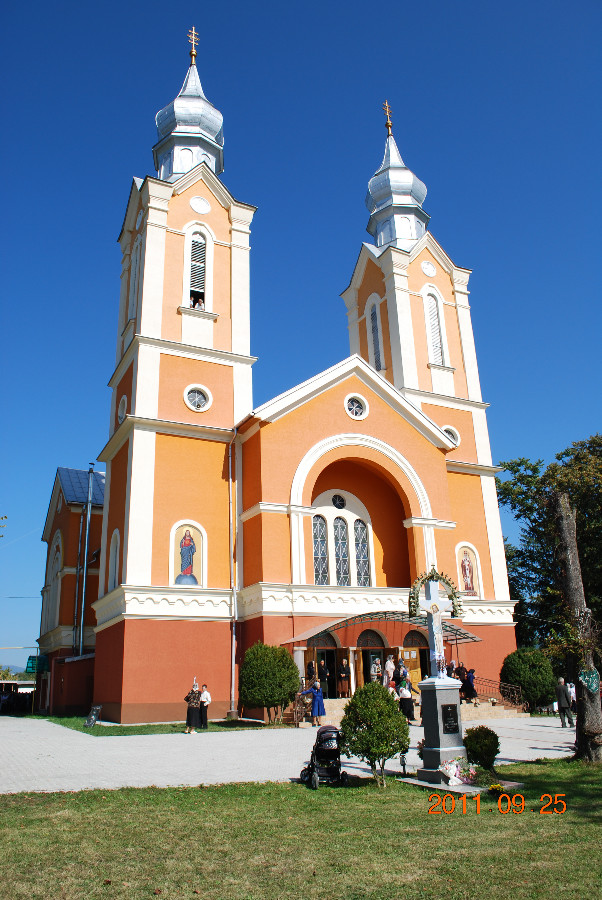
Церква св. Миколая, Доробратово

###### Дерев'яна церква
За відомостями церковних шематизмів Мукачівської греко-католицької єпархії, християнська громада в Доробратові була заснована в 1449 році, а у 1523 році є документальна згадка про русинського священника, який опікувався вірними, але перша письмове свідчення про дерев'яну церкву з'являється тільки в XVII столітті. У 1733 р. Доробратівському храму дають такий опис: дерев'яна церква з двома дзвонами, а біля неї в дерев'яному будинку жив священик Петро Юскович. Як зазначає Михайло Сирохман в своїй праці «Церкви України: Закарпаття», її передали в село Ділок у зв'язку з спорудженням кам'яного храму.

###### Перший мурований храм
У 1783 за сприяння владики Андрія Бачинського розпочато будівництва нового храму в Доробратові. Будували його сім років і завершили у 1790. Церква була типовою для кінця XVIII ст. однонавною базилікою з гарною бароковою вежею та бічними апсидами, увінчаними бароковими завершеннями. У 1816 році церкву було освячено. Згідно напису на зворотному боці збереженої ікони «Богородиці з дитятком», іконостас був закінчений в 1842 році.

#### Другий (сучасний) храм
Муровану церкву початку XIX ст., що вміщала хіба десяту частину вірників і була навіть тимчасово закрита окружним урядом через аварійний стан, розібрали в 1940 p., після того як у 1930-х роках стараннями священика Євгена Уйгелія розпочато будівництво нової цегляної церкви. Щоб роздобути кошти, ще 24 травня 1929 р. громада вирішила продати частину сільського лісу, але гроші за ліс не отримала навіть у 1935 p., і справу довелося залагоджувати самому єпископу. 19 серпня 1930 р. було оголошено конкурс проектів на спорудження церкви, що тривав з 24 серпня до 14 вересня. Переміг проект ужгородського інженера Еміліяна Еґреші.
На посвяченні основного каменя в листопаді 1941 р. був присутній єпископ О. Стойка. Грошей, отриманих за ліс, не вистачило, і тоді держава виділила 10 тисяч корон, бо за законами Чехословаччини для будівництва кожної визнаної законом церкви уряд надавав допомогу. Величну церкву з двома вежами було завершено в 1946 р. Площа храму — 492 кв. м.
Спорудження проводив будівельник Янош Лешко з міста Кральовскі Хлмец (Словаччина) з помічником Потокі. Серед мурників згадують Карла Леспаха. Іконостас і престол вирізьбив Іван Павлишинець, а ікони іконостаса, бічного вівтаря, а також вівтарну намалював Й. Бокшай — родич Є. Уйгелія.
З приходом радянської комуністичної влади, церкву конфіскували, а будь-які прояви релігійного життя переслідувались. Тому греко-католики змушені були пів століття знаходитись в підпіллі. З настанням незалежності України, у 1991 році церкву повернуто вірним.
Доробратівський Свято-Миколаївський храм унікальний тим, що в ньому 26 вересня 2010 року знайшли одвічне пристанище мощі святого Миколая. Точніше, саме того дня до храму з Італії доставили та передали частку мощей Чудотворця. Жодна церква в Україні не отримувала такого права (хоча деякі церкви і заявляли про наявність в них реліквій Св. Миколая, проте йшлося лише про так звані репрезентативні реліквії, тобто особисті речі чи одяг Святого).

###### Парохи Доробратова
о. Петро Бровді (станом на 2009).

## Легенди села
Походження назви села описують кілька легенд, у кожній з яких може бути присутня частка істини.
За першою з них, у сивій давнині жили тут двоє братів, братній любові та доброті яких не було рівних. З часом стара назва села Дорогобратово спростилася, перетворившись на Доробратово.
Інша легенда пов'язана з наявністю на території села соляних джерел високої концентрації (джерел ропи). Коли не було промислового видобутку солі, вона була на вагу золота. Найпростішим було її одержання з ропи. Тому місцеві селяни, використовуючи своє вигідне становище, продавали сировину, за яку «дорого брали».

## Мікротопонімика

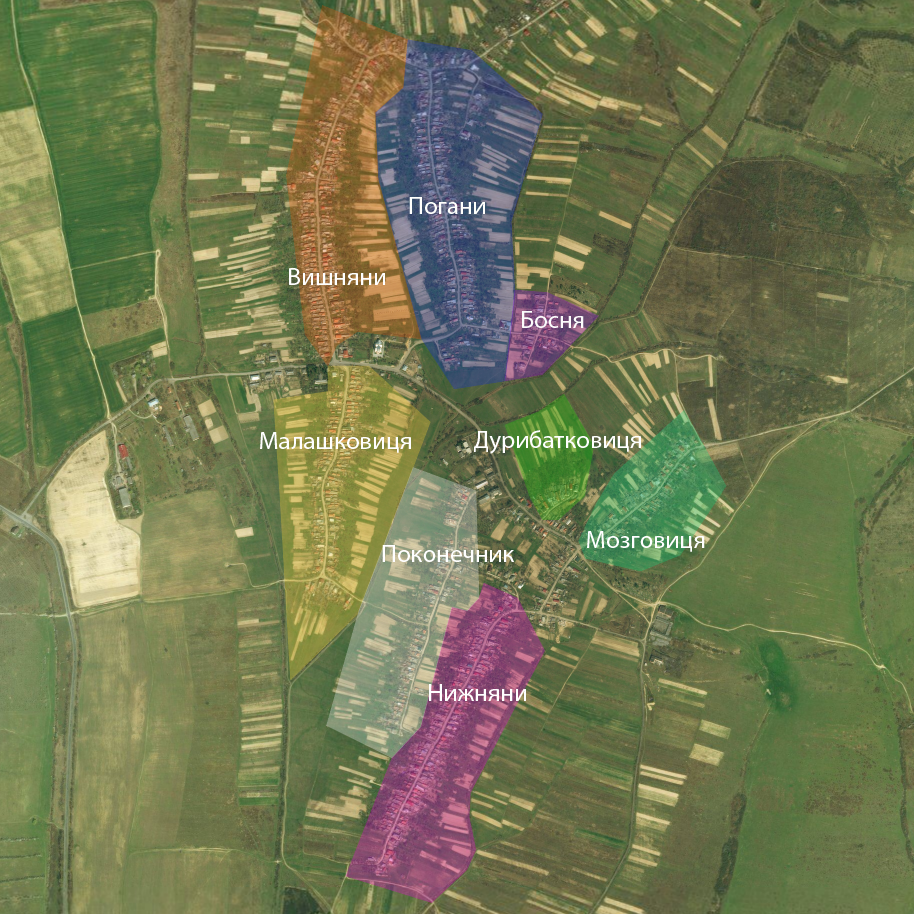
Історичні частини села Доробратово

Історично склалися умовні назви частин села:
- Вишняни
- Нижняни
- Погани
- Малашковиця
- Поконечник
- Дурибатковиця
- Мозговиця
- Босня
- Уличинка
- Циганська

## Особистості
- Бабинець Маргарита — пілот Військово-Повітряних Сил США, військовослужбовець Жіночого Армійського Корпусу[en], яка загинула у 1944 році і була першою жінкою, що отримала повітряну медаль за особливі заслуги.
- Бізіля Михайло Олександрович — кандидат медичних наук, доцент, який спеціалізувався на нейрохірургії. З цієї тематики він опублікував понад 50 наукових праць. Заснував в Ужгороді обласний клінічний центр нейрохірургії та неврології, у Києві захистив дисертацію по пухлинних захворюваннях головного мозку. З 1975 по 1981 завідував хірургічною кафедрою Ужгородського національного університету[19]. Помер у 50-річному віці. У 2017 році про нього був знятий документальний фільм «Перший нейрохірург Закарпаття».
- Бідзіля Андрош Яношович — заслужений архітектор України, лауреат Державної премії України.
- Коник Михайло Іванович — впродовж багатьох років керував жіночим та чоловічим хорами студентів музичного відділу педагогічного коледжу ЧНУ ім. Ю. Федьковича, хоровим колективом «Буковинський край», ансамблем пісні і танцю Буковинського медичного університету «Трембіта», хором ветеранів центрального палацу культури м. Чернівців, самодіяльним фольклорним колективом «Родина» с. Ревно Кіцманського району; був регентом хору співкатедрального собору Успення Пресвятої Богородиці УГКЦ, організовував художню самодіяльність в різних навчальних закладах та установах (Буковинський державний фінансово-економічний інститут, Чернівецький державний будівельний технікум, професійно-технічне училище № 8, чернівецька гімназія № 1, чернівецьке обласне управління національного банку України, чернівецька дирекція «Укртелеком», чернівецька міська громадська організація «Батьківська турбота» та ін.); очолював Чернівецьку обласну організацію «Ліга українських композиторів». Михайло Іванович Коник створив більше 200 авторських пісень для дорослих та дітей на власні вірші та у співпраці з відомими поетами.
- о. Антоній Мондик (1913—1989) — ієромонах чину святого Василія Великого Греко-Католицької Церкви. З 1943 року виконував уряд Настоятеля української вітки Василіян, а у 1946 р., після прилучення Закарпаття до УРСР, став уповноваженим Протоархимандрита з правами Протоігумена для закарпатських монастирів, обов'язки якого виконував аж до самої смерті. Підпільно проводив душпастирську працю в селах Білки, Броді, Дешковиці, Доробратові та м. Іршаві. За допомогою рідних та односельців у 1966 р. переїхав до нового будинку, який став підпільним монастирем. Помер 20 листопада 1989 р.[20]

## Туристичні місця
- храм св. Миколая Чудотворця (1946) спроектований відомим архітектором Еміліаном Егреші. Ікони іконостаса, бічного вівтаря, а також вівтарну частину намалював видатний хужожник Йосип Бокшай
- скеля з андезиту на горі Горотань (408 м.), з вершини можна побачити красивий пейзаж долини від озера Горбок до Форношського озера, видні околиці міста Мукачево, замок Паланок гора Галіш та гора Ловачка.
- У підніжжя гори Гат існує печера — катакомбна церква, з джерелом води і кам'яним вівтарем, але у 70-х роках минулого століття печерний храм частково обвалився.
- радонові джерела, які здавна відомі своїми цілющими властивостями
- багато соляних джерел високої концентрації (джерел ропи)
- безкурганний могильник і залишки поселень куштановицької культури ранньої залізної доби (VI—IV ст. до Р. Х.) та перших століть нашої ери.
- 11 мармурових табличок, де викарбувані імена загиблих воїнів-доробратівчан в часи Першої та Другої світової війни